# Comté de Gwydir
Le comté de Gwydir (en anglais : Gwydir Shire) est une zone d'administration locale située dans l'État de Nouvelle-Galles du Sud en Australie, dont le chef-lieu est Bingara.

## Géographie
Le comté s'étend sur un territoire de 9 453 km2 qui présente une forme allongée entre les montagnes Nandewar au sud et la frontière avec le Queensland au nord, dans la région de Nouvelle-Angleterre au nord de la Nouvelle-Galles du Sud. Le centre est situé à environ 560 km au nord de Sydney et 430 km au sud-ouest de Brisbane.
Il comprend les petites villes de Bingara et de Warialda, les villages de Coolatai, Croppa Creek, Gravesend, North Star et Upper Horton, ainsi que les localités de Back Creek, Balfours Peak, Bangheet, Blue Nobby, Boonal, Cobbadah, Copeton, Crooble, Dinoga, Elcombe, Gineroi, Gundamulda, Gulf Creek, Keera, Pallal, Pallamallawa (partie), Riverview, Rocky Creek, Upper Bingara, Warialda Rail et Yallaroi.
L'agriculture et l'élevage constituent les principales activités économiques du comté. 

## Histoire
Un premier comté de Gwydir est créé en 1906 avant d'être dissous en 1944 et fusionné avec la municipalité de Bingara pour former le comté de Bingara. En 2004, le nouveau comté de Gwydir est formé par la fusion entre les comtés de Bingara, de Yallaroi et de la partie nord du comté de Barraba.

## Démographie
| Année | Population |
| ----- | ---------- |
| 2011  | 4 965      |
| 2016  | 5 258      |
| 2021  | 4 910      |

## Politique et administration
Le conseil comprend neuf membres élus pour quatre ans, qui à leur tour élisent le maire et son adjoint pour deux ans. À la suite des élections du 4 décembre 2021, le conseil est formé d'indépendants.

### Liste des maires
| Période                                  | Période  | Identité     | Étiquette   | Qualité |
| ---------------------------------------- | -------- | ------------ | ----------- | ------- |
| Les données manquantes sont à compléter. |          |              |             |         |
| 2010                                     | en cours | John Coulton | Indépendant |         |